# Борецька волость
Борецька волость — адміністративно-територіальна одиниця Кременецького повіту Волинської губернії Російської імперії. Волосний центр — село Бірки.

## Склад
Станом на 1885 рік складалася з 15 поселень об'єднаних у 15 сільських громад. Населення — 5960 осіб (2801 чоловічої статі та 3159 — жіночої), 746 дворових господарства.

### Основні поселення волості
- Бірки — колишнє власницьке село за 22 версти від повітового міста; волосне правління; 462 особи, 76 дворів, православна церква, школа, 2 постоялих будинки, 2 водяних млини.
- Вілія — колишнє державне село, 654 особи, 67 дворів, православна церква, постоялий будинок, водяний млин.
- Людвище — колишнє власницьке село, 636 осіб, 107 дворів, православна церква, 2 постоялих будинки, водяний млин.
- Новосілки — колишнє власницьке село, 154 особи, 28 дворів, православна церква.
- Новий Став — колишнє власницьке село, 457 осіб, 68 дворів, православна церква, постоялий будинок, 2 водяних млини.
- Соснівка — колишнє власницьке село, 301 особа, 41 двір, православна церква, постоялий будинок, водяний млин.
- Темногайці — колишнє власницьке село, 653 особи, 96 дворів, православна церква, постоялий будинок, пивоварний завод.
- Тетильківці — колишнє державне село, 535 осіб, 64 двори, православна церква, школа, постоялий будинок, водяний млин.
- Цециліївка — колишнє власницьке село, 731 особа, 95 дворів, православна церква, каплиця, постоялий будинок, 2 водяних млини, винокурний завод.
- Шумбар — колишнє державне та власницьке село, 590 осіб, 88 дворів, православна церква, костел, постоялий будинок, 2 водяних млини.

## Історія
Волость існувала у ХІХ ст. — 1920 році у складі Кременецького повіту Волинської губернії. Кременецький повіт
18 березня 1921 року Західна Волинь відійшла до складу Польщі і Борецька волость існувала як ґміна Боркі Кременецького повіту Волинського воєводства. В 1921 р. складалася з 31 населеного пункту, налічувала 13 688 жителів (11 944 православних, 1 242 римо-католики і 502 юдеї).
1 жовтня 1933 року ґміну Боркі ліквідовано, а села включені до ґмін:
- Ґміна Катербурґ — села Цеценівка, Фольваркі Мале, Фольваркі Дуже, Кудлаївка, Катербурґ, Новосілка, Підгайці, Рибча, Сташіцув, Тетильківці, Темногайці, Вілія і міське поселення Катербурґ;
- Ґміна Угорськ — села Соснівка і Людвище;
- Ґміна Дедеркали — села Бірки, Новий Став і Шумбар.[3]